# Trimma nasa
Trimma nasa är en fiskart som beskrevs av Richard Winterbottom 2005. Trimma nasa ingår i släktet Trimma och familjen smörbultsfiskar. Inga underarter finns listade i Catalogue of Life.